# Phryganidia fasciata
Phryganidia fasciata är en fjärilsart som beskrevs av Erich Martin Hering 1928. Phryganidia fasciata ingår i släktet Phryganidia och familjen tandspinnare. Inga underarter finns listade i Catalogue of Life.